# Leiothrix retrorsa
Leiothrix retrorsa är en gräsväxtart som beskrevs av Silveira. Leiothrix retrorsa ingår i släktet Leiothrix och familjen Eriocaulaceae. Inga underarter finns listade i Catalogue of Life.